# Drymonia danieli
Drymonia danieli är en fjärilsart som beskrevs av Hartig 1971. Drymonia danieli ingår i släktet Drymonia och familjen tandspinnare. Inga underarter finns listade i Catalogue of Life.